# Roger Ducret
Roger Ducret (n. 2 aprilie 1888, Paris, Franța – d. 8 ianuarie 1962, Paris, Franța) a fost un scrimer francez, medaliat olimpic. A participat la 3 ediții ale Jocurilor Olimpice (1920, 1924, 1928) în care a câștigat 3 medalii de aur, 3 medalii de argint și o medalie de bronz.